# Сражение при Ампфинге
Сражение при Ампфинге (фр. Bataille d'Ampfing) — первое, встречное, сражение между австрийской и французской армиями после окончания летне-осеннего, 1800 года, перемирия. Австрийская армия эрцгерцога Иоганна заставила отступить французский корпус генерала Поля Гренье, хотя понесла в боях большие потери, чем французы. 

## Окончание перемирия
15 июля 1800 года Франция и Австрия заключили перемирие, положившее конец летней кампании на юге Германии. Император Франц II уволил Пауля Края и назначил своего брата, 18-летнего эрцгерцога Иоганна, командовать австрийской армией.
Обе армии готовились к возобновлению боевых действий, но 20 сентября было подписано продление перемирия. В это время баварские крепости Ингольштадт, Ульм и Филипсбург были переданы французам, но эти уступки позволили Австрии увеличить свои полевые силы на 20 000 линейной пехоты, выведенных из гарнизонов. Тем временем мирные переговоры продолжались до 12 ноября 1800 года, когда французы уведомили своего противника о своем намерении прекратить перемирие через две недели. 
У генерала Моро, французского командующего, был 107 000 человек основной армии, развернутой от Ингольштадта до Швейцарии. Он планировал наступление широким фронтом на восток к реке Инн.
Австрийцы распределили 124 000 солдат по дуге от Вюрцбурга на севере до Инсбрука на юге. Австрийский начальник штаб полковник Франц фон Вейротер убедил эрцгерцога Иоганна и заместителя командующего Франца фон Лауэра начать наступление, чтобы обойти французский северный фланг. Австрийцы сосредоточили свою полевую армию в Ландсхуте и 28 ноября начали наступление в надежде обойти левый фланг армии Моро. Из-за зимней погоды (обильные холодные дожди и грязь) наступление шло не очень хорошо, и поэтому, зная, что их противник также перешел в наступление, Лауэр убедил эрцгерцога превратить фланговый марш в прямое наступление на Мюнхен.

## Ход сражения
Генерал Поль Гренье возглавлял французское левое крыло, состоявшее из дивизий Мишеля Нея и Жана Арди, на которое наступали две австрийские колонны; одна под командованием фельдцейхмейстера Риша, а другая под командованием фельдцейхмейстера Людвига Байе де Латур-Мерлемона. 
К вечеру 30 ноября австрийский авангард занял Ампфинг. На рассвете 1 декабря Иоганн Риш покинул город с 12 батальонами пехоты и 12 кавалерийскими эскадронами, или примерно 14 000 человек. Латур-Мерлемон вел девять батальонов и 18 эскадронов, или 12 000 солдат, на правом фланге Риша. Он быстро захватил французские аванпосты и чуть не застал врасплох дивизию Нея (8200 пехотинцев, 1100 кавалеристов и 14 орудий) в ее лагере.
Французский кавалерийский полк контратаковал нападавших, что дало Нею достаточно времени, чтобы поставить бригаду Десперрьера в боевой порядок и встретить первый удар. Десперрьер умело оборонялся, контратакуя при поддержке драгунского полка. Сам Ней руководил боевыми действиями на фронте второй бригады. В полдень прибыла батарея конной артиллерии Жана Батиста Эбле, и ее огнем быстро были подавлены четыре австрийских орудия. Позже две пушки были захвачены австрийскими гусарами, но французы сплотились и отбили орудия в конной контратаке.
Пока Латур атаковал Нея, Риш атаковал дивизию Жана Арди (4100 пехотинцев, 2000 всадников и 16 орудий). Бригада из дивизии Клода Леграна подошла и помогла заблокировать попытку Риша обойти Арди с фланга. Во время боя в результате разрыва снаряда Арди был ранен, и он передал командование Бастулю. 
Поскольку обе французские дивизии медленно оттеснялись превосходящими силами, генерал Гренье отдал приказ об отступлении по дороге к Хаг-ин-Обербайерну, при этом все части отступали эшелонами, иногда контратакуя своей кавалерией. Отступив на 8 км (5,0 миль), французские войска вышли на открытую местность вокруг Хага, где заняли оборонительную позицию.

## Результаты
В общей сложности бой длился шесть часов и стоил французам 193 убитых, 817 раненых и 697 пленных. Австрийские потери составили 303 убитых, 1690 раненых и 1077 пленных. Несмотря на более тяжелые потери, эрцгерцог Иоганн и его штаб были в восторге от своего успеха в оттеснении французов. Они решили удвоить усилия. 
Эрцгерцог ожидал решающего сражения кампании на следующий день, 2 декабря. Он ожидал, что это произойдет в Хаг-ин-Обербайерне, важном перекрестке дорог в восьми милях к востоку от Гогенлиндена. Вместо этого, к его удивлению, патрули сообщили на рассвете, что французы отступили. Воодушевленный этим, эрцгерцог двинулся вперед 2-го числа без боя, заняв Хааг. На следующий день произошло сражение при Гогенлиндене.